# L'albero delle mele
L'albero delle mele (The Facts of Life) è una serie televisiva statunitense trasmessa originariamente sulla NBC dal 24 agosto 1979 al 7 maggio 1988, ideata da Dick Clair e Jenna McMahon e prodotta dalla T.A.T. Communications Company. La serie nasce come spin-off della sitcom Il mio amico Arnold (in originale Diff'rent Strokes) e si concentra su Edna Garrett (Charlotte Rae), la governante di Philip Drummond diventata istitutrice e dietologa presso l'Eastland School, un prestigioso collegio femminile di Peekskill, New York.
In Italia sono state trasmesse soltanto le prime cinque stagioni su Canale 5, tra il 1983 e il 1986. Dal 1989 il programma viene mandato in onda su circuiti privati minori o emittenti locali, molto spesso con il titolo originale.
Nonostante sia classificabile come sitcom, lo show, come molte altre serie televisive coeve, accosta alla comicità delle situazioni e delle battute pronunciate dai protagonisti dei grossi momenti di drammaticità, volti a inviare un messaggio moralistico allo spettatore, spesso molto giovane. Era infatti tipico di quegli anni voler trattare di problemi come il divorzio, la droga, la morte, il razzismo, l'aborto e il suicidio, spesso con episodi di grande impatto. È stata una delle sitcom più lunghe della NBC e la prima ad aver avuto per la maggior parte della sua durata un cast tutto al femminile e ad aver trattato in maniera esplicita il tema del sesso, dell'orientamento sessuale e della perdita della verginità da parte di un'adolescente.
Dalla serie sono stati tratti tre film per la televisione. Essi sono: The Facts of Life Goes to Paris (1982), The Facts of Life Down Under (1987) e Quattro amiche, nuovi amori (2001).

## Trama
La signora Edna Garrett, governante della famiglia Drummond, ha accettato di diventare istitutrice all'Eastland School, la scuola femminile frequentata da Kimberly Drummond. Le studentesse da lei seguite sono: Blair Warner, Tootie Ramsey, Natalie Green, Nancy Olson, Sue Ann Weaver, Cindy Webster e Molly Parker. Ad affiancarla vi sono il preside del collegio, il signor Stephen Bradley, e un'insegnante, Emily Mahoney. La signora Garrett si trova spesso a dover risolvere i problemi di vita delle giovani collegiali che la circondano, il loro rapporto con il mondo esterno, le difficoltà dovute alla crescita, i loro affetti e amori turbolenti. 
Dopo un anno, la signora Garrett viene promossa a dietologa della scuola e diventa la responsabile della mensa. Una nuova ragazza, originaria del Bronx, arriva a Eastland con una borsa di studio: Jo Polniaczek, questo il suo nome, si presenta il primo giorno di scuola in motocicletta, odia gli ambienti chic e le persone boriose e viziate e per questo si scontra immediatamente con Blair, dal carattere diametralmente opposto al suo. Jo convince Blair, Tootie e Natalie a seguirla in un locale per soli adulti usando documenti di identità falsi ma vengono tutte scoperte e arrestate. Per evitare di essere espulse, le quattro accettano di lavorare nella mensa e di vivere insieme in una stanza accanto alla camera da letto della signora Garrett, aiutando la donna nelle faccende di cucina. Il periodo di punizione verrà ulteriormente prolungato dopo che le ragazze, prese dall'euforia, danneggeranno la loro stanza con la vernice. 
Terminati gli studi a Eastland, per Blair e Jo è tempo di diplomarsi. Le due si iscrivono al vicino Langley College ma anziché vivere insieme alle colleghe universitarie rimarranno vicino alle due più giovani Tootie e Natalie, nonché alla signora Garrett, quando quest'ultima deciderà di abbandonare il lavoro alla scuola e licenziarsi per aprire un negozio di delicatezze alimentari di nome Le Delizie di Edna. Le vicende delle quattro ragazze continuano così in questo nuovo ambiente. Il locale viene successivamente distrutto da un incendio, così la signora Garrett e le ragazze decidono di aprire una nuova attività, un negozio di souvenir chiamato Over Our Heads, e affidano i lavori di ricostruzione al carpentiere George Burnett. 
Tempo dopo, la signora Garrett viene raggiunta da un vecchio amico e collega con cui si sposa e si trasferisce in Africa per lavorare nuovamente nel Peace Corps. Edna convince sua sorella, Beverly Ann Stickle, a prendere in mano le redini del negozio e tenere sott'occhio le ragazze. Beverly Ann accetta e decide anche di adottare Andy Moffett, il giovanissimo impiegato del negozio. 
Nel frattempo, in casa arriva Pippa McKenna, una studentessa australiana venuta a Eastland per uno scambio culturale. Per fare spazio a lei ed Andy, il negozio viene chiuso.
Il finale della serie vede le ragazze andare ognuna per la propria strada. Blair acquista l'Eastland School e ne diventa la preside, Tootie viene ammessa alla Royal Academy of Dramatic Arts di Londra, Natalie si trasferisce a SoHo per diventare scrittrice e Jo comincia la sua vita da donna sposata.

## Cast
- Charlotte Rae ... Edna Garrett (1979 - 1986, 143 episodi)
- Lisa Whelchel ... Blair Warner (1979 - 1988, 200 episodi)
- Kim Fields ... Tootie Ramsey (1979 - 1988, 200 episodi)
- Mindy Cohn ... Natalie Green (1979 - 1988, 200 episodi)
- Nancy McKeon ... Jo Polniaczek (1980 - 1988, 186 episodi)
- Felice Schachter ... Nancy Olson (1979 - 1980/1981 - 1982/1986, 19 episodi)
- Julie Piekarski ... Sue Ann Weaver (1979 - 1980/1981 - 1982/1986, 17 episodi)
- Julie Anne Haddock ... Cindy Webster (1979 - 1980/1981 - 1982/1986, 17 episodi)
- Molly Ringwald ... Molly Parker (1979 - 1980, 14 episodi)
- John Lawlor ... Stephen Bradley (1979 - 1980, 13 episodi)
- Jenny O'Hara ... Emily Mahoney (1979, 4 episodi)
- Pamela Segall ... Kelly Affinado (1983 - 1984, 7 episodi)
- George Clooney ... George Burnett (1985 - 1987, 17 episodi)
- Mackenzie Astin ... Andy Moffett (1985 - 1988, 68 episodi)
- Cloris Leachman ... Beverly Ann Stickle (1986 - 1988, 48 episodi)
- Sherrie Krenn ... Pippa McKenna (1987 - 1988, 16 episodi)

### Personaggi ricorrenti
I personaggi secondari apparsi più spesso nella serie sono i familiari delle ragazze. David e Monica Warner sono stati interpretati da Nicolas Coster e Marj Dusay (a eccezione di un episodio della prima stagione in cui lei è stata interpretata da Pam Huntington), Harrison e Diane Ramsey da Robert Hooks e Chip Fields, la madre reale di Kim Fields, il signor Green e sua moglie Evie da Norman Burton e Mitzi Hoag, Charlie e Rose Polniaczek da Alex Rocco e Claire Malis. Mona, la nonna di Natalie, appare in due episodi ed è interpretata da Molly Picon. Altri personaggi ricorrenti sono Geri Tyler (Geri Jewell), la cugina di Blair affetta da una paralisi cerebrale, Roy (Loren Lester), il ragazzo delle consegne innamorato perso di Jo, Howard (Hugh Gillin), il cuoco di Eastland apparso in quattro episodi della seconda stagione, il preside Parker (Roger Perry), visto tra la terza e la quinta stagione, e Raymond (Joel Brooks), il figlio maggiore della signora Garrett. Terry (Cheryl Epps), Miko Wakamatsu (Lauren Tom), Brenda (Susan Blackstone), Jenny (Dawn Schroder) e la principessa Alexandra (Heather McAdam) sono alcune delle studentesse del collegio. Alunni del Langley College sono Guy Reynolds (David Tiefen) e la snob Boots St. Clair (Jami Gertz). Kevin Metcalf (Ryan Cassidy) è un ospite della signora Garrett e delle ragazze presente in alcuni episodi della sesta stagione. Spesso apparsi nella serie sono anche i fidanzati più longevi delle ragazze, Cliff Winfield (Woody Brown) prima e Casey Clark (Paul Provenza) dopo per Blair, Jeff Williams (Todd Hollowell) per Tootie, Snake Robinson (Robert Romanus) per Natalie ed Eddie Brennan (Clark Brandon) prima e Rick Bonner (Scott Bryce) dopo per Jo. Anche i personaggi de Il mio amico Arnold appaiono in alcuni episodi delle prime due stagioni.

### Crossover
Alcune delle ragazze di Eastland sono apparse in diversi episodi della seconda, della terza e della quarta stagione di Arnold. La signora Garrett è invece tornata nella serie di origine in un episodio della sesta stagione. Gli episodi in questione sono:
- 2x24 Pigiama Party (Tootie, Natalie, Cindy e Molly vanno a trovare Kimberly)
- 3x01 Rapina a mano armata: Parte 1 (Tootie va a trovare Kimberly)
- 3x02 Rapina a mano armata: Parte 2 (Tootie va a trovare Kimberly)
- 3x15 Il vecchio uomo (Blair e Natalie vanno a trovare Kimberly)
- 4x02 First Day Blues (Tootie va a trovare Kimberly)
- 4x04 La squadra (Tootie va a trovare Kimberly)
- 6x19 The Wedding: Part 2 (la signora Garrett partecipa al matrimonio del signor Drummond).

### Guest stars
Molti attori e attrici sono apparsi in più episodi, ogni volta con una parte diversa. Tra i personaggi famosi apparsi in uno specifico ruolo si segnalano: Robert Alda, Helen Hunt, Zsa Zsa Gábor, Ja'net DuBois, Eve Plumb, Jean Smart, Kim Darby, John Astin, Irene Tedrow, Anne Jackson, Stacey Q, Penelope Ann Miller, Doug Savant, Dick Van Patten, Lois Nettleton, Dennis Haysbert, Clarence Gilyard, Richard Grieco, David Spade, Mayim Bialik, Seth Green e Juliette Lewis.

### Cameo
Tra le personalità celebri che hanno fatto un cameo nella serie si annoverano: Jermaine Jackson, El DeBarge, Charo, Jim McCawley, Bobby Rydell, Fabian e Richard Moll.

## Episodi
La serie è composta da un totale di 201 episodi divisi in nove stagioni. Se si conta che i primi due film sono stati poi trasmessi suddivisi in quattro episodi di trenta minuti ciascuno, il totale salirebbe a 209.
| Stagione         | Episodi | Prima TV USA | Prima TV Italia |
| ---------------- | ------- | ------------ | --------------- |
| Prima stagione   | 13      | 1979-1980    | 1983            |
| Seconda stagione | 16      | 1980-1981    | 1983-1984       |
| Terza stagione   | 24      | 1981-1982    | 1984            |
| Quarta stagione  | 24      | 1982-1983    | 1985            |
| Quinta stagione  | 26      | 1983-1984    | 1986            |
| Sesta stagione   | 26      | 1984-1985    | Inedita         |
| Settima stagione | 24      | 1985-1986    | Inedita         |
| Ottava stagione  | 24      | 1986-1987    | Inedita         |
| Nona stagione    | 24      | 1987-1988    | Inedita         |

## Film per la televisione

### The Facts of Life Goes to Paris
The Facts of Life Goes to Paris è il primo film tratto dalla serie nel 1982 e vede la signora Garrett e le ragazze recarsi in trasferta a Parigi.

### The Facts of Life Down Under
The Facts of Life Down Under è il secondo film tratto dalla serie nel 1987 e vede Beverly Ann, le ragazze ed Andy recarsi in trasferta a Sydney.

### Quattro amiche, nuovi amori
Quattro amiche, nuovi amori (The Facts of Life Reunion) è il terzo film tratto dalla serie nel 2001 e vede la signora Garrett, Blair, Tootie e Natalie riunirsi per il Giorno del Ringraziamento.

## Ideazione e sviluppo

### Creazione e casting
Il mio amico Arnold era l'unica serie di successo della NBC, la quale era alla disperata ricerca di idee per crearne un'altra. Fred Silverman, presidente dell'emittente televisiva, aveva notato che Edna Garrett, la governante dei Drummond interpretata da Charlotte Rae, era molto apprezzata dal pubblico e ha proposto alla Rae uno spin-off tutto suo. All'attrice è stato garantito il suo vecchio ruolo se la nuova serie avesse fallito. La Rae ha continuato comunque ad apparire nella seconda stagione di Arnold, seppure con un ruolo minore rispetto al passato, ed è ritornata come guest star nel diciannovesimo episodio della sesta stagione. L'ultimo episodio della prima stagione di Arnold, intitolato Le compagne di scuola, funge da backdoor pilot. La trama vede Kimberly Drummond chiedere alla signora Garrett di aiutare lei e le sue compagne dell'Eastlake School for Girls a cucire i costumi per una recita, poiché la loro governante ha da poco dato le dimissioni. La signora Garrett accetta, fa un ottimo lavoro e risolve anche un problema per Nancy. Alla fine dell'episodio, alla signora Garrett viene offerto il posto di istitutrice ma la donna afferma che avrebbe preferito rimanere a lavorare per i Drummond. Si può presumere che abbia poi cambiato idea in un secondo momento. I provini hanno preso il via durante la primavera del 1979. La prima ragazza a essere assunta è stata Felice Schachter, la quale aveva precedentemente affrontato un provino per Hello, Larry e un altro per interpretare Kimberly Drummond, con il ruolo di Nancy Olson. Ironicamente Felice è stata la prima delle ragazze a essere assunta e la prima a essere licenziata. Successivamente Al Burton ha assunto Lisa Whelchel, anch'essa in lizza per Hello, Larry, per il ruolo di Blair Warner, una ragazza originaria del Texas e dalla parlata veloce. Tuttavia, la Whelchel ha declamato una battuta con estremo sarcasmo e ha trasformato completamente il suo personaggio. Le ragazze successive sono state Julie Piekarski con il ruolo di Sue Ann Weaver e la novenne Kim Fields con il ruolo di Tootie Ramsey, a cui sono stati affidati i pattini a rotelle durante il primo anno per farla apparire più grande. Molly Ringwald ha ottenuto il ruolo di Molly Parker dopo essere stata notata da Eve Brandstein in una rappresentazione teatrale del musical Annie. Dopo la messa in onda del backdoor pilot, al cast si aggiungono John Lawlor con il ruolo del preside Bradley e Jenny O'Hara con quello della signorina Mahoney. Le ultime ragazze a essere assunte sono state Mindy Cohn, scoperta da Charlotte Rae in persona alla Westlake School, una scuola femminile di Los Angeles visitata dai produttori per trovare ispirazione per la serie, e Julie Anne Haddock, rifiutata ai provini per il pilot e poi richiamata, interpreti rispettivamente di Natalie Green e Cindy Webster. L'impostazione iniziale prevedeva che la serie si intitolasse Garrett's Girls. Secondo Charlotte Rae, la storia non era nuova alla compagnia di produzione di Norman Lear, visto che un suo conoscente aveva proposto tempo prima un'idea molto simile alla Tandem Productions. La serie debutta durante il mese di agosto del 1979. I primi quattro episodi sono andati in onda durante il palinsesto estivo mentre i restanti nove durante il regolare palinsesto primaverile.

### Stagione 1
Nella prima stagione dello show, gli episodi si concentrano sulle difficoltà di sette adolescenti che la signora Garrett aiuta loro a risolvere, con le scene di solito ambientate in una grande sala comune del dormitorio della scuola. Il set era stato precedentemente utilizzato per Co-ed Fever, programma cancellato dopo un unico episodio. Sono state effettuate delle modifiche durante il tempo trascorso dal backdoor pilot al primo episodio, come il cambio nome della scuola, da Eastlake diventato Eastland, l'eliminazione dei personaggi di Jennifer, Laura, del signor Crocker e del signor Robinson e l'aggiunta di Natalie, Cindy, del signor Bradley e della signorina Mahoney. La Whelchel, la Fields, la Schachter, la Piekarski e la Ringwald ritornano a rivestire i panni dei loro personaggi già apparsi nel pilot. Sebbene Kimberly Drummond sia una studentessa del collegio, il suo personaggio, a eccezione del primissimo episodio, non ha preso parte alla serie spin-off con la signora Garrett. I primi episodi di solito ruotano attorno ad un tema centrale basato sulla moralità o su un insegnamento di vita. Particolare è la trama del primo episodio, La scuola delle ragazze, con cui per la prima volta la rete affronta un tema molto sentito tra i giovani, la confusione circa il proprio orientamento sessuale e il bullismo tra gli adolescenti. Jenny O'Hara non era soddisfatta del suo ruolo e, in seguito alla sua richiesta, il suo personaggio verrà ritirato dopo soli quattro episodi. Gli altri episodi della stagione si occupano di tematiche come l'uso di droga, il sesso e i disturbi alimentari. Gli ascolti non hanno avuto i risultati sperati e molti critici hanno sostenuto che il programma avrebbe provocato il fallimento definitivo della rete.

### Stagioni 2-4
La NBC, a dispetto delle critiche, ha deciso di dare un'altra possibilità alla serie a condizione di effettuare alcuni cambiamenti. Il primo riguardava l'ingaggio di una nuova squadra di sceneggiatori, capeggiata da Linda Marsh e Margie Peters, le quali avevano lavorato ad alcuni episodi di Giorno per giorno. Secondo la Marsh e la Peters, i problemi principali responsabili dell'insuccesso ottenuto dalla prima stagione erano i copioni stereotipati e non adatti alla tipologia di programma, l'abbigliamento a tratti provocante delle protagoniste e l'eccessiva quantità di ragazze nel cast che, data la durata di un episodio di una sitcom, non permettevano un opportuno sviluppo dei vari personaggi. Il secondo cambiamento, quello più drastico, riguarderà infatti il cast. Tutte le attrici, a eccezione della Rae, della Whelchel, della Fields e della Cohn, sono state licenziate. Anche il personaggio del signor Bradley è stato eliminato e sostituito dal preside Harris per la seconda stagione, interpretato da Kenneth Mars nell'episodio 2x09 Falsi pettegolezzi, e dal signor Parker di Roger Perry per il resto della serie. La rete riteneva ci fosse spazio per una quarta ragazza, un maschiaccio dai modi duri destinato a scontrarsi con la snob Blair sul modello dei personaggi interpretati da Kristy McNichol e Tatum O'Neal nel film Little Darlings. A prestare il volto alla nuova ragazza, chiamata Foxy e poi ribattezzata Jo Polniaczek, è Nancy McKeon, volto di uno spot di Hallmark e reduce da un pilot da poco realizzato per la NBC. Nel mentre, la signora Garrett viene promossa a dietologa della scuola, cosicché l'ambientazione passa dal dormitorio alla mensa. Mentre tre delle ragazze licenziate sono apparse come semplici spalle in alcuni episodi della seconda e della terza stagione e nuovamente come guest stars nell'episodio 8x06 The Little Chill, Molly Ringwald ha preferito ritirarsi definitivamente dopo una breve comparsa nel secondo episodio della seconda stagione. La nuova impostazione della serie ha comportato un aumento immediato degli ascolti tanto da battere l'anno successivo il suo predecessore, Il mio amico Arnold. Il nuovo format, rivelatosi essere vincente, è stato mantenuto anche per le due stagioni successive. In questo periodo sono stati inoltre introdotti personaggi ricorrenti più o meno importanti come i genitori delle ragazze, la cugina Geri e Roy, e creati degli episodi con la funzione di backdoor pilot su cui basare degli spin-off, uno dei quali avrebbe dovuto raccontare la vita universitaria di Blair e Jo.

### Stagioni 5-6
Con Blair e Jo diplomate da Eastland e iscritte al college, la serie si evolve. Il primo episodio della stagione introduce il figlio maggiore della signora Garrett, Raymond. Sentendosi infelice e sfruttata dal preside, la donna dà ascolto al primogenito e decide di andare in affari per conto suo e aprire un negozio di alimentari di nome Le Delizie di Edna. Le quattro ragazze vanno a vivere e lavorare con la signora Garrett in questo nuovo ambiente e le trame si concentreranno maggiormente sui loro problemi personali piuttosto che su vicissitudini derivanti dall'ambiente scolastico. Viene inoltre introdotta Pamela Segall con il ruolo di Kelly. La Segall si era presentata ai provini già qualche anno prima per il ruolo della cugina di Jo in un eventuale spin-off. L'intenzione degli sceneggiatori era quella di rendere Jo più femminile e al contempo avere comunque un maschiaccio nel cast. Tuttavia, la scarsa popolarità ottenuta da Kelly costringe la rete al ritiro del personaggio. Il format della quinta stagione si è rivelato geniale e viene mantenuto anche per la sesta. Il nuovo contratto di Charlotte Rae permette all'attrice di assentarsi in qualche episodio.

### Stagioni 7-9
Dal momento che gli ascolti avevano subito un lieve calo, la settima stagione si apre in un modo del tutto inaspettato. La signora Garrett e le ragazze ritornano dalle vacanze estive e scoprono che la casa e il negozio sono stati distrutti da un incendio. Le protagoniste decidono di aprire un negozio di souvenir e la serie si trasforma ancora una volta, segnando l'inizio di una nuova era, contraddistinta dall'adozione di una nuova sigla in chiave rock mentre l'elemento di riflessione, tipico delle prime stagioni, viene quasi del tutto abbandonato in favore di una comicità più leggera e spensierata. George Clooney e Mackenzie Astin, visto occasionalmente nella stagione precedente, si uniscono al cast ricorrente. Charlotte Rae si era assentata anche in alcuni episodi della settima stagione e, una volta scaduto il suo contratto, ha deciso di lasciare la serie definitivamente, sostenendo che ormai le ragazze erano cresciute per seguire ancora i consigli della signora Garrett e di conseguenza, il suo personaggio ormai non aveva molto da raccontare. Nonostante le siano stati offerti milioni per rimanere, nel primo episodio dell'ottava stagione la signora Garrett si sposa e lascia la città. Sebbene la star principale non volesse più continuare, la NBC ha deciso di non cancellare la serie vista la solidità del cast e la grande popolarità del momento e il posto della Rae è stato preso da Cloris Leachman. Astin diventa parte del cast fisso mentre il personaggio di Clooney, dopo una manciata di episodi da guest star, viene definitivamente ritirato. Con la nona stagione, la serie era ormai diventata una delle più lunghe del periodo, superando addirittura la sitcom da cui aveva preso vita, Arnold, chiusa nel 1986 al termine dell'ottava stagione. Durante quest'ultimo anno di trasmissione, Sherrie Krenn entra a far parte del cast con il ruolo di Pippa McKenna e l'Over Our Heads viene chiuso. Gli sceneggiatori hanno creato un episodio intitolato The First Time, in cui Natalie diventa la prima delle ragazze a perdere la verginità, trama che inizialmente avrebbe dovuto interessare Lisa Whelchel. La stagione si conclude con ben due backdoor pilot che avrebbero dovuto lanciare uno spin-off su Natalie e il suo trasferimento a SoHo e un altro con protagonista Blair, diventata preside dell'Eastland School.

### Cancellazione
Ancora programma campione d'ascolti, la NBC aveva intenzione di realizzare una decima stagione ma Mindy Cohn e Nancy McKeon non volevano girare ulteriori episodi. Dopo nove stagioni, 201 episodi, due film per la televisione e diversi avvicendamenti nel cast, la serie è stata cancellata nel settembre 1988. Le attrici si sono ritrovate tredici anni dopo per il film Quattro amiche, nuovi amori. Come rivelato nella sua autobiografia, dopo la fine della serie Charlotte Rae e le ragazze sono rimaste in contatto. Durante la realizzazione degli episodi, la Rae sentiva che le colleghe adolescenti erano "educatamente distanti" verso di lei. Successivamente, quando l'attrice ha partecipato a un episodio di Can't Hurry Love, serie che vede protagonista Nancy McKeon, ha scoperto che le ragazze pensavano che lei fosse una dirigente e non una collega, poiché è stata parte del progetto sin dalla sua creazione. Charlotte ha dichiarato che lei era una loro pari e che non aveva nulla a che fare con le decisioni dei produttori, men che meno decidere chi licenziare e chi far rimanere del cast originale.

## Ascolti e programmazione
Quando ha debuttato nell'estate del 1979, posizionata alle 20:30 del venerdì, la serie non era un successo in termini di ascolti, trend proseguito anche durante la primavera del 1980. La seconda stagione, ampiamente riorganizzata, è andata in onda nel novembre del 1980 di mercoledì alle 21:30 dopo Il mio amico Arnold, dove immediatamente ha avuto un boom di ascolti, con un ulteriore aumento nel mese di gennaio 1981, tanto da diventare il quarto programma più visto della NBC dopo La casa nella prateria, Il mio amico Arnold e CHiPs. Nel 1981, la messa in onda viene anticipata di mezz'ora e la serie, con ascolti soddisfacenti, diventa la prima comedy della NBC e il secondo programma più quotato della rete, dopo Real People, nonostante non usufruisse più del traino della serie madre. Nel 1985, l'orario di programmazione viene spostato alle 20:30 del sabato. All'inizio dell'ottava stagione, la programmazione viene anticipata alle 20:00, in quella che è considerata una delle fasce orarie più critiche della televisione. Nonostante questo, la serie era ancora molto seguita dal pubblico e gli ascolti non ne hanno risentito molto.
| Stagione   | Periodo   | Giorno di messa in onda | Fascia oraria | Classifica ascolti |
| ---------- | --------- | ----------------------- | ------------- | ------------------ |
| Stagione 1 | 1979-1980 | Venerdì                 | 20:30         | #74 (4.5)          |
| Stagione 2 | 1980-1981 | Mercoledì               | 21:30         | #26 (19.3)         |
| Stagione 3 | 1981-1982 | Mercoledì               | 21:00         | #24 (19.1)         |
| Stagione 4 | 1982-1983 | Mercoledì               | 21:00         | #32 (17.1)         |
| Stagione 5 | 1983-1984 | Mercoledì               | 21:00         | #24 (17.3)         |
| Stagione 6 | 1984-1985 | Mercoledì               | 21:00         | #34 (16.3)         |
| Stagione 7 | 1985-1986 | Sabato                  | 20:30         | #27 (17.7)         |
| Stagione 8 | 1986-1987 | Sabato                  | 20:00         | #31 (16.3)         |
| Stagione 9 | 1987-1988 | Sabato                  | 20:00         | #37 (14.6)         |

## Produzione
La serie è stata prodotta prima dalla T.A.T. Communications Company, società di produzione di Norman Lear, più tardi conosciuta come Embassy Television e poi come Embassy Communications, e successivamente dalla Columbia Pictures Television. Attualmente i diritti appartengono alla Sony Pictures Television.

### Riprese
Il Metromedia Square di Los Angeles è stato il luogo di ripresa delle prime tre stagioni, seguito dagli Universal City Studios per le successive tre e infine dai Sunset Gower Studios per le restanti stagioni.

## Potenziali spin-off
Durante la serie, i produttori hanno realizzato alcuni episodi su cui costruire degli spin-off, anche se nessuno è mai stato concretizzato. Essi sono:
- 2x16 Brian e Sylvia: Un episodio della seconda stagione in cui Tootie e Natalie vanno a Buffalo, New York per visitare gli zii della Ramsey, Brian e Sylvia, lui bianco e lei nera. Successivamente, nell'episodio 5x15 Il cugino di Tootie, viene detto che i due hanno divorziato.[8]
- 3x22 La scuola militare: Un episodio della terza stagione in cui la signora Garrett e le ragazze partecipano a un ballo di una scuola militare.[9]
- 3x23 La cugina di Jo: Un altro episodio della terza stagione in cui Jo va trovare sua cugina Terry, una ragazzina di quattordici anni.[10]
- 4x09 La grande lotta/Academy II: Un episodio della quarta stagione nuovamente ambientato alla scuola militare, dove uno studente cerca di impressionare Natalie con la boxe.[11]
- 4x23 - 4x24 Diploma: Parte 1 - Diploma: Parte 2: Gli ultimi due episodi della quarta stagione vedono Blair e Jo diplomarsi da Eastland e prepararsi alla nuova vita da studentesse universitarie.[5]
- 9x22 Big Apple Blues: Un episodio della nona stagione in cui Natalie si trasferisce in un loft di SoHo per iniziare la sua carriera di scrittrice.[12]
- 9x23 - 9x24 The Beginning of the End - The Beginning of the Beginning: Negli ultimi due episodi della serie, Blair acquista l'Eastland School per impedirne la chiusura e ne diventa la preside. La ragazza adotta il ruolo di confidente che una volta apparteneva alla signora Garrett e aiuta gli studenti a risolvere i loro problemi.[13]

## Sigla statunitense
La colonna sonora The Facts Of Life è stata composta da Al Burton, Gloria Loring e l'allora suo marito Alan Thicke, i quali avevano già composto la sigla de Il mio amico Arnold, e cantata dalla Loring. La serie ha più volte cambiato sigla iniziale e finale nel corso delle varie stagioni.

### Stagione 1
Soltanto durante la prima stagione la sigla contiene alcuni arrangiamenti di Charlotte Rae. Questa stagione presenta tre versioni iniziali differenti. Quella del primo episodio include anche il cast di Arnold. La seconda, leggermente differente dalla prima e rinnovata con nuove clip, è stata utilizzata fino al quarto episodio. Infine, la terza, usata per i restanti nove episodi, mantiene lo stesso testo della precedente versione ma presenta ulteriori nuove clip delle attrici e non include più Jenny O'Hara. La sigla finale è stata realizzata sfruttando lo stesso testo di quella iniziale, utilizzando per i primi quattro episodi scene della puntata trasmessa mentre per gli ultimi nove un mix di scene prelevate da più episodi. 
| Versioni         | Sigla iniziale | Sigla finale |
| ---------------- | --- | --- |
| Prima versione   | There's a place you've got to go For learning all you want to know about the facts of life, The facts of life. When books are what you're there about But looks are what you care about, the time is right, To learn the facts of life. When the world never seems to be livin up to your dreams, It's time you started finding out what everything is all about. When the boys you used to hate you date, I guess you best investigate, the facts of life, the facts of life. If you hear them from your brother, better clear them with your mother, Gotta get'em right, the facts of life. When the world never seems to be livin up to your dreams, It's time you started finding out the facts of life are all about you. | There's a place you've got to go For learning all you want to know about the facts of life, The facts of life. When books are what you're there about But looks are what you care about, the time is right, To learn the facts of life. When the world never seems to be livin up to your dreams, It's time you started finding out what everything is all about. |
| Seconda versione | There's a place you've got to go For learning all you want to know about the facts of life, The facts of life. When books are what you're there about But looks are what you care about, the time is right, To learn the facts of life. When the world never seems to be livin up to your dreams, It's time you started finding out what everything is all about. When the boys you used to hate you date, I guess you best investigate, the facts of life, You gotta get'em right. The facts of life, The facts of life, the facts of life. | There's a place you've got to go For learning all you want to know about the facts of life, The facts of life. When books are what you're there about But looks are what you care about, the time is right, To learn the facts of life. When the world never seems to be livin up to your dreams, It's time you started finding out what everything is all about. |
| Terza versione   | There's a place you've got to go For learning all you want to know about the facts of life, The facts of life. When books are what you're there about But looks are what you care about, the time is right, To learn the facts of life. When the world never seems to be livin up to your dreams, It's time you started finding out what everything is all about. When the boys you used to hate you date, I guess you best investigate, the facts of life, You gotta get'em right. The facts of life, The facts of life, the facts of life. | When the boys you used to hate you date, I guess you best investigate, the facts of life, the facts of life. If you hear them from your brother, better clear them with your mother, Gotta get'em right, the facts of life. When the world never seems to be livin up to your dreams, It's time you started finding out the facts of life are all about you.      |

### Stagioni 2-6
Dalla seconda stagione entrambe le sigle sono state cantate solo dalla Loring. La prima parte della canzone viene usata per l'apertura, la seconda, sovrapposta alle scene dell'episodio trasmesso, per la chiusura. 
| Sigla iniziale | Sigla finale |
| --- | --- |
| You take the good, you take the bad, You take them both and there you have The facts of life, the facts of life. There's a time you got to go and show, You're growin' now you know about the facts of life, The facts of life. When the world never seems to be livin up to your dreams, And suddenly you're finding out The facts of life are all about you, you. It takes a lot to get 'em right When you're learning the facts of life (learning the facts of life), Learning the facts of life (learning the facts of life), Learning the facts of life. | You'll avoid a lot of damages And enjoy the fun of managing, The facts of life, they she'd a lot of light. If you hear them from your brother, Better clear them with your mother, Better get them right, call her late at night. You got the future in the palm of your hand, All you gotta do to get you through is understand. You think you rather do without, You'll never make you through without the truth, The facts of life are all about you. |

### Stagioni 7-9
Un ultimo cambiamento delle sigle si ha all'inizio della settima stagione quando la musica viene aggiornata in stile rock e le clip iniziali mostrano le attrici dagli esordi della serie a come sono diventate. Mentre il testo rimane invariato, la sigla finale perde la parte vocale, sostituita dal sottofondo musicale della sigla iniziale sovrapposta a una scena extra per la settima stagione e a un'immagine prelevata dall'episodio trasmesso per le ultime due. Questa versione rinnovata è stata utilizzata anche per il film Quattro amiche, nuovi amori.

## Controversie ed episodi salienti

### Episodio 2x10Punto di rottura
Mindy Cohn e la sceneggiatrice Margie Peters hanno rivelato di aver ricevuto una lettera da una ragazza sul punto di suicidarsi la quale, dopo aver seguito l'episodio della seconda stagione 2x10 Punto di rottura, ha apprezzato il messaggio trasmesso e ha deciso di non togliersi più la vita.

### Geri Jewell
Geri Jewell è stata la prima persona affetta da paralisi cerebrale ad avere un ruolo ricorrente in una serie televisiva in prima serata. L'attrice credeva che il suo personaggio sarebbe continuato ad apparire su base ricorrente anche durante la sesta stagione ma i produttori le hanno offerto un solo episodio poiché i telespettatori credevano che con la cugina Geri sarebbero state trattate tematiche particolari. Proprio per questo motivo la Jewell ha poi smesso di apparire.

### Disputa contrattuale
Nancy McKeon riteneva che il suo compenso non fosse proporzionato alla popolarità della serie e ha chiesto un aumento all'inizio della sesta stagione. L'attrice, ottenuto un rifiuto, non si è presentata sul set per le prime due registrazioni. Alla fine, i produttori hanno deciso di accogliere la sua richiesta di aumentare i salari e la McKeon ha ripreso a lavorare.

### Battuta omofoba
Secondo un articolo di Entertainment Weekly, un copione di un episodio conteneva una battuta di stampo omofobo rivolta a uno o più personaggi maschili effeminati. Charlotte Rae si è mostrata contraria e ne ha chiesto la cancellazione dicendo: "In questo show noi non deridiamo le persone per la loro sessualità".

### Episodio 9x16The First Time
Lisa Whelchel non ha accettato la trama che avrebbe reso il suo personaggio la prima tra le quattro giovani donne dello show a perdere la verginità. La Whelchel ha rifiutato a causa della sua confessione religiosa e l'episodio ha successivamente coinvolto il personaggio di Natalie. Anche dopo che la storia è stata riadattata, l'attrice ha rifiutato di partecipare all'episodio.

### Episodi censurati
A causa delle forti tematiche trattate, molto spesso sono stati censurati o saltati del tutto nella programmazione americana gli episodi 1x13 Droga e 2x10 Punto di rottura. L'episodio 9x16 The First Time è invece l'unico dell'intera serie in cui un videomessaggio consiglia per la visione la presenza di un adulto.

### Peso
Lisa Whelchel ha dichiarato che molto spesso i produttori la incoraggiavano a perdere peso. Nei momenti di pausa, l'inclinazione naturale per le ragazze era mangiare, dato che il cibo era facilmente reperibile sul set, abitudine che ha influenzato notevolmente il loro aspetto fisico. Alla fine si è deciso di limitare quello che le attrici potevano mangiare mentre erano in pausa e di inserire frutta fresca e cibi più salutari, sotto insistenza di Charlotte Rae. Mindy Cohn, a E! True Hollywood Story, ha dichiarato che la situazione era l'esatto opposto per lei. Aveva perso peso in un certo periodo e le era stato chiesto di smettere perché gran parte dell'identità del suo personaggio si basava sul fatto che lei fosse in sovrappeso. La Cohn ha dichiarato che i produttori sono scesi a dei compromessi con lei, ossia vestirsi con abiti larghi per far apparire Natalie più grande.

## Edizione italiana

### Titolo
Il titolo italiano, completamente diverso da quello originale e all'apparenza non molto adatto ai contenuti, è stato in realtà scelto sulla scia del successo del film francese Il tempo delle mele - Reality e sull'identificazione della mela come simbolo della donna nell'età della crescita. Soltanto sulle reti locali è stato impiegato il titolo originale.

### Doppiaggio
Nel doppiaggio delle prime due stagioni sono stati introdotti dei dialoghi aggiuntivi in molti spazi in cui erano previste le risate del pubblico, come se fossero dei commenti fatti dai personaggi non inquadrati alle battute appena pronunciate, pratica all'epoca molto in voga. Sono stati inseriti anche alcuni brani strumentali di sottofondo a volume molto basso e non molto adatti al contesto. Solo nell'episodio della seconda stagione 2x10 Punto di rottura, incentrato sul suicidio di una delle studentesse di Eastland, è stata utilizzata una musica struggente che ne ha innalzato la drammaticità, rendendolo molto più commovente della versione originale.

### Sigla italiana
Nelle prime tre stagioni, la sigla originale è stata rimpiazzata da Scarpe da tennis, eseguita da Patrizia Zanetti e prodotta dall'etichetta discografica Five Records. Le repliche mandate in onda circa un anno dopo presentano un nuovo brano, Please Please di Paul J. Qualley. In entrambe le edizioni, le immagini sono state prelevate dalla sigla d'apertura dei primi quattro episodi della prima stagione mentre il titolo originale è stato rimpiazzato dalla scritta verde L'albero delle mele su tre righe, affiancata a sinistra da una mela verde. Per la quarta stagione, dopo due episodi trasmessi con la sigla originale, si è utilizzata la canzone Amami...pensami intonata da Vanna Vani e sovrapposta alle immagini originali. Per la quinta stagione è stato nuovamente utilizzato il brano di Qualley, in modo analogo a quanto già fatto in precedenza. Nelle repliche successivamente trasmesse sui circuiti nazionali minori e TV locali è stato utilizzato il titolo originale e reimpostata integralmente la sigla originale sia nell'audio che nel video, a eccezione del primissimo episodio, il quale mantiene il brano della Zanetti con la titolazione italiana e le immagini usate originariamente, e della quinta stagione, dove alcuni episodi mantengono come sigla iniziale e/o finale Please Please. Su Fox Retro, è stata ripristinata sia come sigla iniziale che finale Please Please, nelle modalità con cui è stata trasmessa inizialmente.

## Edizione home-video
Negli Stati Uniti, Sony Pictures Home Entertainment ha pubblicato le prime due stagioni su DVD il 9 maggio 2006. La terza stagione è stata rilasciata pochi mesi dopo, il 24 ottobre 2006. A causa del parziale insuccesso di vendita riscosso dai DVD, la Sony ha deciso di non continuare con la pubblicazione delle restanti stagioni. Bisognerà aspettare il 2010, anno in cui Shout! Factory acquisirà i diritti della serie, per ottenere l'edizione home-video completa. Il 20 maggio 2014, anche Mill Creek Entertainment immette in commercio la prima e la seconda stagione su DVD. Il 13 gennaio 2015, Shout! Factory ha pubblicato The Facts of Life - The Complete Series, un cofanetto di 26 dischi con tutti i 201 episodi della serie e diversi contenuti extra come i documentari Remembering The Facts of Life e After The Facts, l'episodio de Il mio amico Arnold che funge da backdoor pilot, i film Paris e Down Under, un quiz sulla serie intitolato Know The Facts e una reunion del cast del 2014. Il film Quattro amiche, nuovi amori non è stato inserito in questa raccolta e deve ancora essere pubblicato su DVD. In Italia, a parte il film reunion, non è stata rilasciata nessuna edizione home-video.

## Influenza
La serie ha ispirato un film italiano del 1984, College, con Federica Moro nella parte di Arianna, una ragazza molto simile a Blair Warner. Altre somiglianze rilevate riguardano l'apparizione di una ragazza che cammina sui pattini a rotelle, proprio come Tootie durante la prima stagione, e la presenza di un'accademia militare accanto al collegio femminile.

## Reboot
Nel 2018 trapela sul web un'indiscrezione secondo cui Leonardo DiCaprio e Jessica Biel, con le loro società di produzione, la Appian Way e la Iron Ocean Films rispettivamente, sarebbero interessati a recuperare la serie e trarne un reboot con la Sony. Al momento non è ancora stato dichiarato nulla su un'effettiva concretizzazione del progetto.

## Riconoscimenti e candidature

### Young Artist Award
Young Artist Award:
- Miglior giovane comica (1980) - Kim Fields - Vinto
- Miglior serie televisiva per il divertimento in famiglia (1981) - L'albero delle mele
- Miglior giovane comica (1981) - Lisa Whelchel
- Miglior giovane comica (1981) - Kim Fields - Vinto
- Miglior giovane comica (1981) - Mindy Cohn
- Miglior giovane comica (1981) - Nancy McKeon
- Miglior giovane attrice in una serie comedy (1982) - Lisa Whelchel
- Miglior giovane attrice in una serie comedy (1982) - Mindy Cohn
- Miglior giovane attrice in una serie comedy (1982) - Nancy McKeon - Vinto
- Miglior giovane attrice in una serie comedy (1983) - Lisa Whelchel
- Miglior giovane attrice in una serie comedy (1983) - Kim Fields
- Miglior giovane attrice in una serie comedy (1983) - Mindy Cohn
- Miglior giovane attrice in una serie comedy (1983) - Nancy McKeon
- Miglior giovane attrice in una serie comedy (1984) - Kim Fields
- Miglior giovane guest star in una serie televisiva (1984) - Taliesin Jaffe - Vinto
- Miglior giovane attore non protagonista in una serie comedy (1985) - Mackenzie Astin - Vinto
- Miglior giovane guest star in una serie comedy (1988) - Seth Green - Vinto

### Premio Emmy
Premio Emmy:
- Miglior attrice protagonista in una serie comedy (1982) - Charlotte Rae
- Miglior direzione tecnica (1986) - L'albero delle mele (episodio 7x08 Come Back to the Truck Stop, Natalie Green, Natalie Green)
- Miglior hairstyling (1987) - L'albero delle mele (episodio 8x18 62 Pickup)

### TV Land Award
TV Land Award:
- Miglior apparecchio dentale (2007) - Kim Fields
- Personaggio cattivo diventato buono (2007) - Nancy McKeon
- Migliori personaggi usciti di scena (2008) - Felice Schachter, Julie Piekarski, Julie Anne Haddock e Molly Ringwald
- Premio Icona della cultura Pop (2011) - L'albero delle mele - Vinto